# Métro léger de Bielefeld
Le métro léger (ou Stadtbahn) de Bielefeld est un réseau de métro léger qui dessert la ville allemande de Bielefeld. Il possède quatre lignes, et totalise 62 stations, dont 7 souterraines.

## Réseau actuel

### Lignes

Carte des lignes

Le réseau compte quatre lignes.
| Lignes | Trajet                                                                                   |
| ------ | ---------------------------------------------------------------------------------------- |
|        | Schildesche – Hauptbahnhof – Jahnplatz – Bethel – Brackwede – Senne                      |
|        | Altenhagen – Milse – Baumheide – Hauptbahnhof – Jahnplatz – Sieker                       |
|        | Babenhausen-Süd – Hauptbahnhof – Jahnplatz – Dürkopp Tor 6                               |
|        | Lohmannshof – Universität – Hauptbahnhof – Jahnplatz – Sieker Mitte – Stieghorst Zentrum |